# ジョン・ノースコット

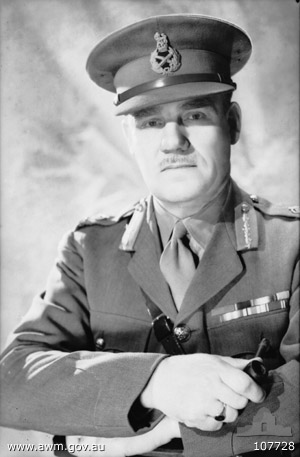
ジョン・ノースコット

ジョン・ノースコット（John Northcott、1890年3月24日 - 1966年8月4日）は、オーストラリアの軍人である。第31代ニューサウスウェールズ州総督を務めた。

## 経歴・人物
ビクトリア州の生まれ。メルボルン大学卒業後、オーストラリア陸軍への入隊を志しイギリス防衛大学校に入学した。在学中の1908年に入隊し、第一次世界大戦におけるイタリア戦線に参戦したがその際に重傷を負う。第一次世界大戦後に卒業し、第二次世界大戦においてはオーストラリア陸軍の参謀次長を経て第1機甲師団長、陸軍参謀長を歴任した。
戦後の1945年（昭和20年）に来日し、広島県呉市に駐在して降伏した日本におけるイギリス連邦陸占領軍の初代総司令官を務める。後に連合軍国最高司令官総司令部（GHQ）最高司令官を務めたダグラス・マッカーサーと共に「マッカーサー＝ノースコット協定」を締結したことにより、九州地方を除く西日本に駐留するイギリス連邦軍の総指揮にあたった。翌1946年（昭和21年）にニューサウスウェールズ州総督に任命されたことにより帰国した。